# Cocalus
Cocalus — род пауков из семейства пауков-скакунов. 4 вида.

## Описание
Встречаются в странах Юго-восточной Азии и в Австралии.
Имеют длину от 1,5 до 8,6 мм, половой диморфизм не развит.

## Классификация
Род близок к группе родов в составе Boethus
Thorell, Brettus Thorell, Codeta Simon, Cyrba  Simon, Phaeacius Simon и Portia Karsch. Описаны следующие виды:
- Cocalus concolor C. L. Koch, 1846 — Индонезия, Новая Гвинеяtypus
- Cocalus gibbosus Wanless, 1981 — Квинсленд
- Cocalus limbatus Thorell, 1878 — Индонезия
- Cocalus murinus Simon, 1899 — Суматра